# Berezka (powiat leski)
Berezka (daw. Bereska) – miejscowość agroturystyczna w gminie Solina, w powiecie leskim, województwie podkarpackim w Polsce. Leży nad potokiem Bereźnica. Przez wieś przebiega droga wojewódzka nr 894 Hoczew–Polańczyk.
Inna miejscowość o takiej samej nazwie to nieistniejąca już wieś 21 km na północ, przy DK28 z Sanoka do Przemyśla.
Według danych z 2011 roku miejscowość zamieszkiwało 420 osób.

## Historia
Wieś lokowana na prawie wołoskim w I poł. XVII w. w dobrach Balów z Hoczwi. Do II poł. XVIII w. pozostawała w rękach Balów, którzy wznieśli tu murowany dwór otoczony fortyfikacjami. Kolejni właściciele, Fredrowie, urządzili wokół dworu park krajobrazowy. Pod koniec XVIII w. Bereska wraz z Wolą Matiaszową należała do rodziny Błońskich, a od 1800 – poprzez małżeństwo – przeszła na Tobiasza Walentego Żurowskiego, żonatego z Julianną z Błońskich. Potem należała do syna tych ostatnich, Adama Żurowskiego (1801–1864), żonatego z Pauliną Ostaszewską (1811–1835). W 1830 w Berezce urodził się Cyryl Jaksa Ładyżyński. W kolejnych latach majątek ten stanowił własność syna Adama i Pauliny, Teofila Żurowskiego (1833–1906), a potem jego syna, Wiktora Żurowskiego żonatego z Władysławą Gniewosz. Ten ostatni w 1892 sprzedał dobra w Beresce Karolowi Starzeńskiemu i jego żonie Helenie z Biesiadeckich. W 1916 majątek ziemski w Beresce został sprzedany rodzinie Adamskich, a od 1921 należał do Stanisława Macudzińskiego. W wyniku reformy rolnej przeszedł po II wojnie światowej na własność Skarbu Państwa.
W II Rzeczypospolitej wieś w powiecie leski województwa lwowskiego. W 1945 nacjonaliści ukraińscy z OUN-UPA zamordowali tutaj 6 Polaków.

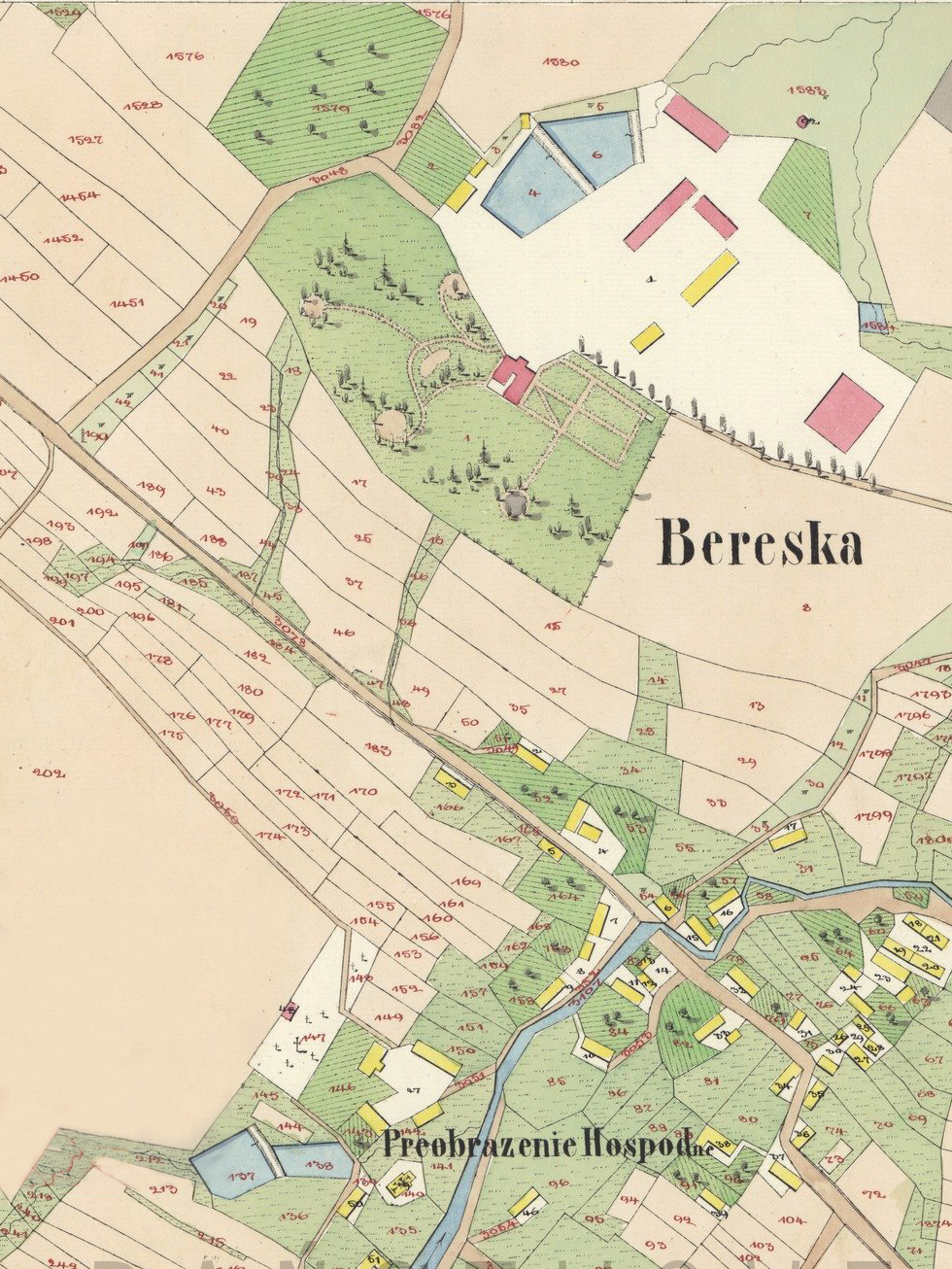
Park i dwór szlachecki rodu Żurowskich na mapie z 1851 roku (górna część mapy)
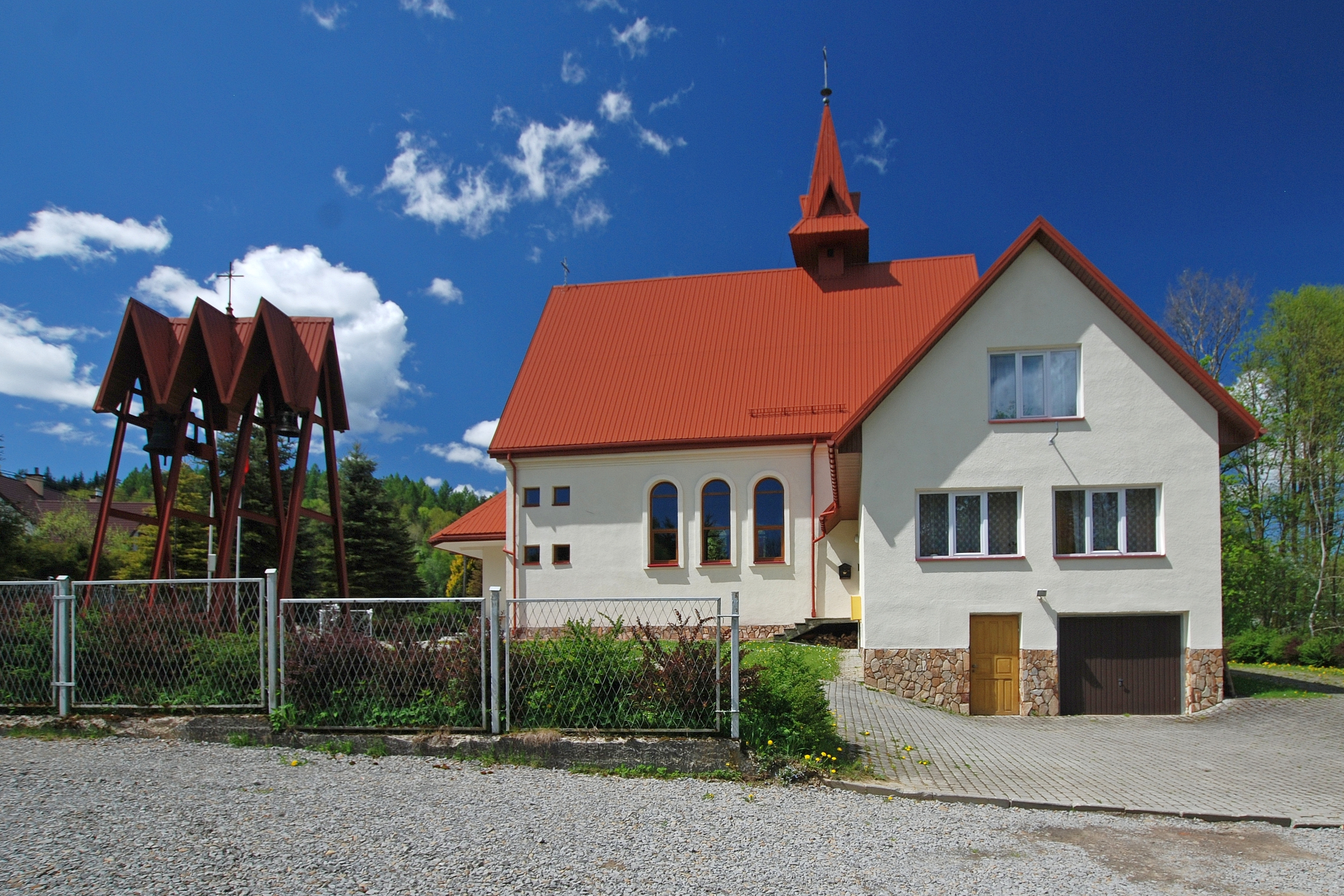
Kościół parafialny
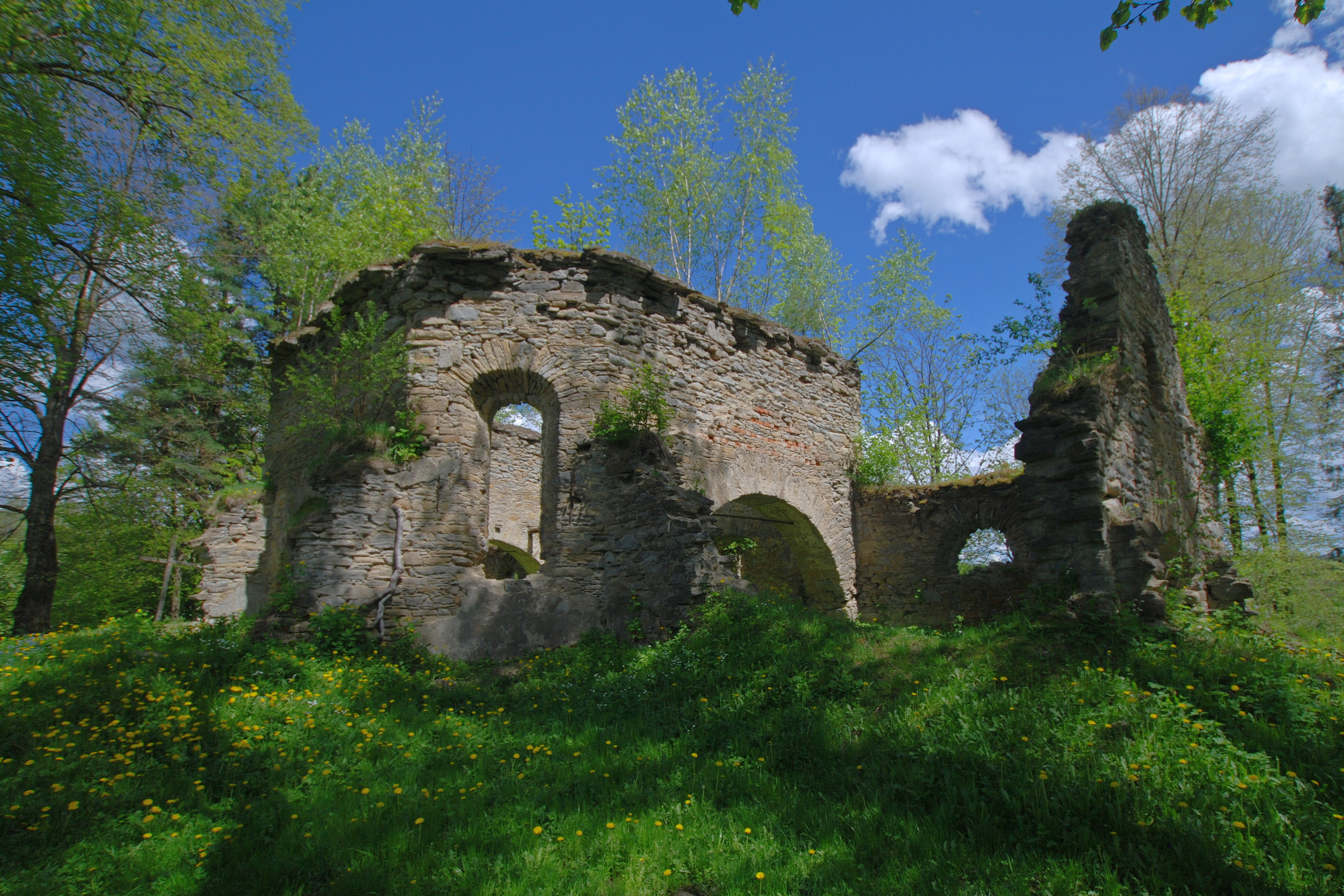
Cerkiew greckokatolicka w ruinie

## Toponimia
Historycznie: Brziska 1447, Brzysczka 1448, Brzoska Wola 1463, Brzoska 1467, Brzeska 1475, Broska 1480, Brzoska 1515, Bereska 1578, Brzeska 1662, Beresko 1742, Bereska 1851.
Współczesna nazwa pochodzi od ukr. berezka/березка, pol. brzózka. W XV wieku oboczna forma Brziska pod wpływem ukraińskim, używano też obocznej formy Brzóska Wola. W 1977 r. urzędowo spolszczono nazwę na Brzózka, jednak w 1981 r. przywrócono dawną nazwę.

## Zabytki
- ruiny cerkwi z XIX w.
- pozostałości parku dworskiego (przy wjeździe od strony Hoczwi, po lewej) ze śladami ziemnych fortyfikacji bastionowych (XVII w.). W parku pomniki przyrody: 3 dęby o obwodzie 420–470 cm. i sosna (370 cm).